# Gcina Mazibuko
Gcina Mazibuko (ur. 1 marca 1983) – suazyjski piłkarz grający na pozycji napastnika. Od 2013 roku jest zawodnikiem klubu Manzini Wanderers FC.

## Kariera klubowa
Swoją karierę piłkarską Mazibuko rozpoczął w klubie Mhlambanyatsi Rovers FC. W sezonie 2003/2004 zadebiutował w jego barwach w pierwszej lidze suazyjskiej. W debiutanckim sezonie wywalczył z nim mistrzostwo kraju. W latach 2005–2013 był zawodnikiem Royal Leopards FC. Wraz z tym klubem wywalczył trzy mistrzostwa kraju w sezonach 2005/2006, 2006/2007 i 2007/2008 oraz dwa wicemistrzostwa w sezonach 2008/2009 i 2011/2012. Zdobył też dwa Puchary Eswatini w latach 2007 i 2011. W 2013 roku przeszedł do Manzini Wanderers FC.

## Kariera reprezentacyjna
W reprezentacji Eswatini Mazibuko zadebiutował 26 sierpnia 2006 w wygranym 3:1 towarzyskim meczu z Lesotho. Od 2006 do 2009 wystąpił w kadrze narodowej 20 razy i strzelił 1 gola.